# Joaquín Rodrigo

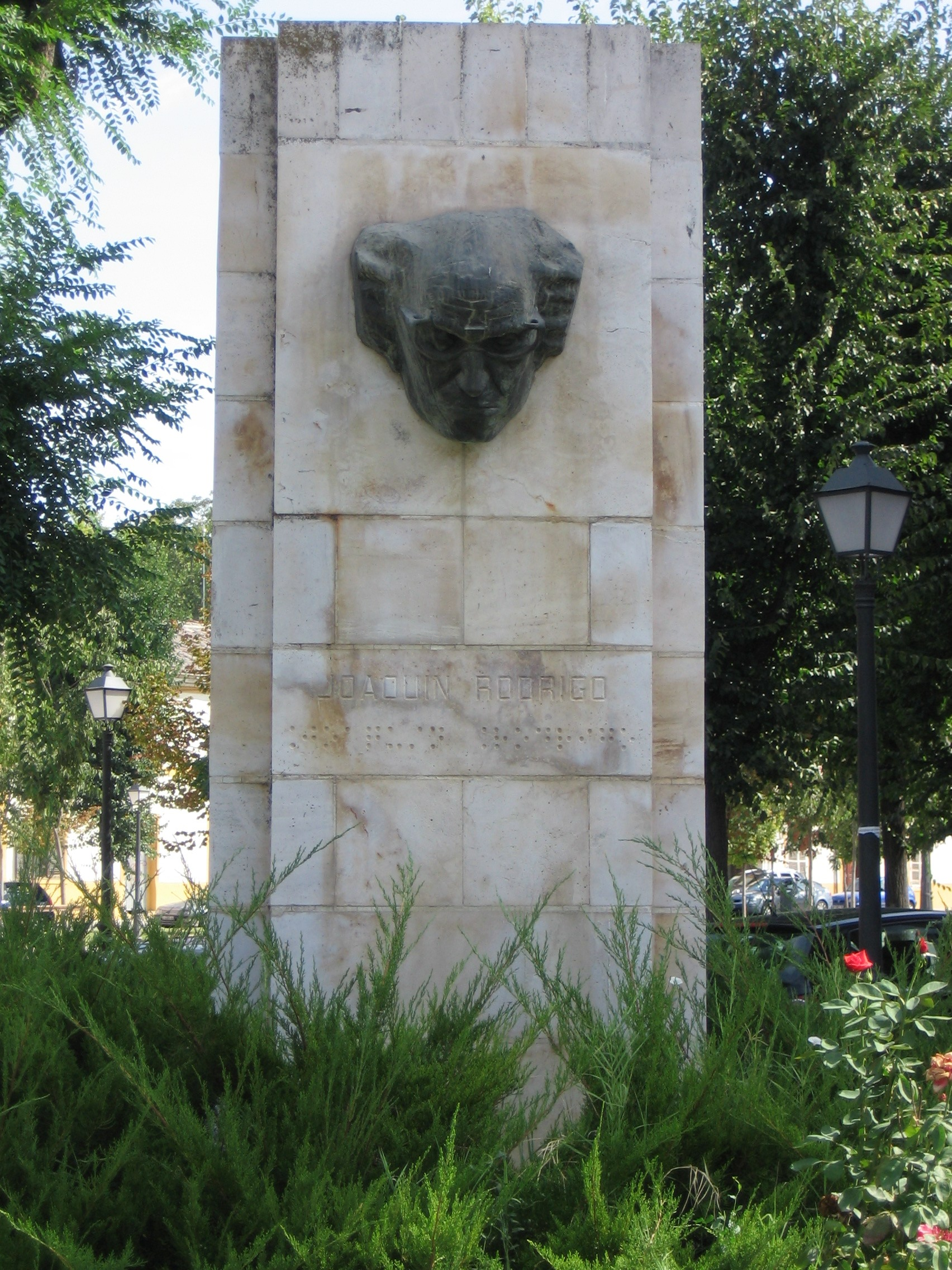
Minnesmärke över Joaquín Rodrigo i Aranjuez

Joaquín Rodrigo, sp. Marqués de los jardines de Aranjuez (på svenska Markis av Aranjuez trädgårdar), född  22 november 1901 i Sagunto, provinsen Valencia, död 6 juli 1999 i Madrid, var en spansk kompositör och klassiskt skolad pianovirtuos. 
Han skrev bland annat Concierto de Aranjuez, en konsert för gitarr och orkester som blivit ett av gitarrepertoarens främsta soloverk.